# Coleotrype baronii
Coleotrype baronii là một loài thực vật có hoa trong họ Commelinaceae. Loài này được Baker mô tả khoa học đầu tiên năm 1887.